# XII Mostra de Cinema Llatinoamericà de Lleida
La XII Mostra de Cinema Llatinoamericà de Lleida va tenir lloc a Lleida entre el 31 de març i el 8 d'abril de 2006. Fou organitzada pel Centre Llatinoamericà de Lleida amb el suport del Patronat de Turisme de la Paeria de Lleida i la col·laboració de la Fundació "la Caixa", la Universitat de Lleida, l'Instituto de Cooperación Iberoamericana, el Ministeri d'Assumptes Socials d'Espanya, la Casa de América i l'Institut Català de Cooperació Iberoamericana. La inauguració i clausura es van celebrar al Teatre Principal de Lleida i les exhibicions a l'Espai Funatic, a la Universitat de Lleida i al Cafè del Teatre de l'Escorxador. Es van projectar un total de 145 pel·lícules, d'elles 14 en la selecció oficial, i es va retre homenatge a Carlos Saura. En la secció "Zona de Culto" es van projectar deu capítols d'«Historias para no dormir». També es va atorgar un nou premi, el "Premi TVE" (60.000 euros). La cerimònia d'entrega fou presentada per Txe Arana.

## Pel·lícules exhibides

### Selecció oficial
- Al otro lado de Gustavo Loza
- Cafundó de Clóvis Bueno i Paulo Betti
- Sumas y restas de Víctor Gaviria
- Las vueltas del citrillo de Felipe Cazals
- La Sagrada Familia de Sebastián Lelio
- Hermanas de Julia Solomonoff /
- La demolición de Marcelo Mangone
- Lifting de corazón d'Eliseo Subiela
- Mañana te cuento d'Eduardo Mendoza de Echave /
- Mi mejor enemigo d'Alex Bowen /
- Posdata de Rafael Escolar
- El buen destino de Leonor Benedetto
- Ruido de Marcelo Bertalmio /
- Viva Cuba de Juan Carlos Cremata

## País convidat: Brasil
- O Primeiro Dia (1998) de Daniela Thomas i Walter Salles[4]
- O Invasor (2002) de Beto Brant
- Madame Satã (2002) de Karim Aïnouz
- Uma Onda no Ar (2002) de Helvécio Ratton
- Olga (2004) de Jayme Monjardim
- Contra Todos (2004) de Roberto Moreira

## Jurat
Els membres del jurat foren Sílvia Marsó, (presidenta), Jairo Cruz, Sancho Gracia, Fernando Krahn i Pedro Pérez Rosado.

## Premis
Els premis atorgats en aquesta edició foren:
| Categoria                    | Premiat                                     | Treball                               |
| ---------------------------- | ------------------------------------------- | ------------------------------------- |
| Premi de l'Audiència         | Al otro lado                                | Gustavo Loza                          |
| Millor pel·lícula            | Al otro lado                                | Gustavo Loza                          |
| Millor opera prima           | Cafundó                                     | Clóvis Bueno i Paulo Betti            |
| Millor actor                 | Juan Carlos Uribe                           | Sumas y restas                        |
| Millor actriu                | Vanessa Bauche                              | Las vueltas del citrillo Al otro lado |
| Millor guió                  | Víctor Gaviria Hugo Restrepo                | Sumas y restas                        |
| Menció especial              | El buen destino                             | Leonor Benedetto                      |
| Menció especial              | Te quiero mal                               | Mireia Giró                           |
| Menció especial              | La Sagrada Familia                          | Sebastián Lelio                       |
| Millor documental            | Radio Qman Txun – Crónica de un pueblo maya | Max López i Miguel A. Arnáiz          |
| Millor curtmetratge          | Sintonía                                    | Jose Mari Goenaga Balerdi             |
| Premi Ángel Fernández-Santos | Jaume Figueras i Rabert                     |                                       |
| Premi TVE                    | Mi mejor enemigo                            | Alex Bowen                            |